# 코드 39
코드 39는 가변 길이의 개별 바코드다.

코드 39 바코드 라벨

Code 39로 변환한 * WIKIPEDIA *

코드 39는 대문자 (A ~ Z), 숫자 (0-9) 및 특수 문자 (-,., $, /, +, % 및 공백 )로, 총 43자로 구성된다.  추가 글자( '*'로 표시됨)는 시작 구분 기호와 종료 구분 문자 모두에 사용된다.  각 문자는 9 개의 요소로 구성된다 : 5 개의 막대와 4 개의 공백. 각 문자의 9 개 요소 중 3 개는 넓고 (2 진 값 1) 6 개 요소는 좁다. (2 진 값 0) 너비와 너비 간의 너비 비율은 중요하지 않으며 1 : 2에서 1 : 3 사이에서 선택할 수 있다.
바코드 자체에는 확인 숫자가 포함되지 않지만 (코드 128과 대조적으로), 잘못 해석된 단일 막대가 다른 유효한 문자를 생성할 수 없다는 이유로 자체 검사로 간주될 수 있다.  코드 39의 가장 심각한 단점은 낮은 데이터 밀도다. 예를 들어 코드 128보다 코드 39에서 데이터를 인코딩하는 데 더 많은 공간이 필요하다. 즉, 아주 작은 제품에는 코드 39 기반 바코드로 레이블을 지정할 수 없다. 그러나, 비록 코드 39는 여전히 몇몇 우편 서비스에 의해 사용된다. (만국 우편 연합은 모든 경우에 코드 (128)를 사용할 것을 권장하고, ) 거의 모든 바코드 리더로 디코드할 수 있다. 코드 39의 장점 중 하나는 체크 디지트를 생성할 필요가 없기 때문에 바코드 글꼴을 시스템이나 프린터에 추가한 다음 해당 글꼴로 데이터를 인쇄하여 기존 인쇄 시스템에 쉽게 통합할 수 있다는 것이다.
Code 39는 1974년 David Allais 와 Intermec의 Ray Stevens가 개발했다. 그들의 원래 디자인은 두 개의 넓은 막대와 각 문자에 하나의 넓은 공간을 포함하여 40 개의 가능한 문자를 만들었다. 이 문자 중 하나를 시작 및 중단 패턴으로 남겨두면 39 자가 남았다. 이 문자는 Code 39라는 이름의 기원이었다.  나중에 4 개의 구두점 문자가 추가되어 넓은 막대와 3 개의 넓은 공백을 사용하지 않고 문자 세트를 43 자로 확장했다.  Code 39는 나중에 ANSI MH 10.8 M-1983 및 MIL-STD-1189로 표준화되었다.  그리고 MIL-STD-1189는 취소되고 ANSI / AIM BC1 / 1995, 통일 기호 표준 - 코드 39로 대체되었다.

## 인코딩
아래 표시된 * 문자는 실제 인코딩 가능 문자는 아니지만 코드 39의 시작 및 중지 기호다. 기호의 비대칭성은 판독기로 하여금 스캔되는 바코드의 방향을 결정하게 한다. 이 코드는 전통적으로 바코드 글꼴의 '*' 문자에 매핑되며 바코드와 함께 사람이 읽을 수 있는 표현으로 표시된다.

코드 39 문자

일반적으로 두 개의 넓은 막대의 위치는 1에서 10 사이의 숫자를 인코딩하는 것으로 간주될 수 있으며 넓은 공간의 위치 (네 개의 가능한 위치가 있음)는 문자를 네 개의 그룹 중 하나로 분류하는 것으로 간주될 수 있습니다 ( 왼쪽에서 오른쪽으로) : 문자 (+30) (U-Z), 숫자 (+0) (1-9,0), 문자 (+10) (A-J) 및 문자 (+20) 티).  예를 들어, 문자 P (알파벳의 16 번째 문자)는 숫자 6을 나타내기 위해 막대가 정렬되어 있고 맨 오른쪽 위치의 공백은 그룹 문자 (+20)를 선택한다.
숫자로 표현 될 때 숫자 "10"은 숫자 0을 인코딩하는 데 사용된다.  왜냐면 문자 (+ 30) 그룹에는 문자가 6 개 (문자 30-35 또는 U-Z)이므로 이 그룹의 나머지 4 개 위치 (36-39)는 대시, 마침표, 공백 )뿐만 아니라 시작 및 정지 문자이기 때문이다.
5 개의 가능한 위치 중 두 개의 넓은 막대는 1, 2, 4, 7, 0의 숫자 동등성을 갖는 2의 5 코드를 사용하여 1에서 10 사이의 숫자를 인코딩한다.  숫자는 합산된다. 예를 들어, 숫자 6은 2와 4 (2 + 4 = 6)의 위치를 차지하는 넓은 막대와 함께 NWWNN으로 인코딩된다.  NNWWN이 4+7 = 11 경우 숫자 (+0)는 0, 문자 열 (+10 - +30)은 10으로 지정된다.  (+10에서 +30) 글자를 인코딩 할 때 방정식에 "-1"이 필요하므로 표에 표시된 대로 'A'는 WNNNW → 1 + 10-1 → 10이다.
마지막 네 문자는 모든 좁은 막대와 세 개의 넓은 공백으로 구성된다. 좁은 단일 공간에는 4 가지 위치가 있다.
이 표에는 Code 39 사양이 요약되어 있다. 각 문자에 할당된 숫자 값 (시작 및 정지 제외)은 아래 설명된 체크섬(checksum) 알고리즘에서 사용된다.
| Bars     | Bars | Spaces    | Spaces | Spaces | Spaces    | Spaces | Spaces | Spaces    | Spaces | Spaces | Spaces    | Spaces | Spaces |
| Bars     | Bars | \|        | \|     | +0     | \|        | \|     | +10    | \|        | \|     | +20    | \|        | \|     | +30    |
| -------- | ---- | --------- | ------ | ------ | --------- | ------ | ------ | --------- | ------ | ------ | --------- | ------ | ------ |
| ▮\|▮     | 1    | ▮\| ▮     | 1      | 1      | ▮\| ▮     | A      | 10     | ▮\| ▮     | K      | 20     | ▮ \|▮     | U      | 30     |
| \|▮\|▮   | 2    | \|▮ \|▮   | 2      | 2      | \|▮\| ▮   | B      | 11     | \|▮\| ▮   | L      | 21     | \| ▮\|▮   | V      | 31     |
| ▮▮\|     | 3    | ▮▮ \|     | 3      | 3      | ▮▮\|      | C      | 12     | ▮▮\|      | M      | 22     | ▮ ▮\|     | W      | 32     |
| \|▮\|▮   | 4    | \| ▮\|▮   | 4      | 4      | \|▮ \|▮   | D      | 13     | \|▮\| ▮   | N      | 23     | \| ▮\|▮   | X      | 33     |
| ▮\|▮\|   | 5    | ▮\| ▮\|   | 5      | 5      | ▮\|▮ \|   | E      | 14     | ▮\|▮\|    | O      | 24     | ▮ \|▮\|   | Y      | 34     |
| \|▮▮\|   | 6    | \|▮ ▮\|   | 6      | 6      | \|▮▮ \|   | F      | 15     | \|▮▮\|    | P      | 25     | \| ▮▮\|   | Z      | 35     |
| \|▮▮     | 7    | \| ▮▮     | 7      | 7      | \| ▮▮     | G      | 16     | \|▮ ▮     | Q      | 26     | \| ▮▮     | -      | 36     |
| ▮\|▮\|   | 8    | ▮\| ▮\|   | 8      | 8      | ▮\| ▮\|   | H      | 17     | ▮\|▮ \|   | R      | 27     | ▮ \|▮\|   | .      | 37     |
| \|▮\|▮\| | 9    | \|▮ \|▮\| | 9      | 9      | \|▮\| ▮\| | I      | 18     | \|▮\|▮ \| | S      | 28     | \| ▮\|▮\| | ␣      | 38     |
| \|▮▮\|   | 10   | \| ▮▮\|   | 0      | 0      | \|▮ ▮\|   | J      | 19     | \|▮▮ \|   | T      | 29     | \| ▮▮\|   | *      |        |
|          |      |           |        |        |           |        |        |           |        |        |           |        |        |
| \|       |      | \|        | +      | 41     | \|        | /      | 40     | \|        | $      | 39     | \|        | %      | 42     |

문자는 좁은 공간으로 구분된다. 예를 들어, 실제로 시작을 포함하고 문자를 중지 단일 문자 "A"의 전체 인코딩 "* A *"이며, "| |▮▮|▮|| |▮| |▮▮|" ▮ | | ▮▮ | "| |▮▮|▮|| |▮| |▮▮|" 이러한 문자 간 스페이스가 없으면 코드를 제대로 읽을 수 없다.  바코드 글꼴은 문자의 글리프 내에 항상 이 공간을 포함한다.

## 코드 39와 mod 43
코드 39는 선택적 모듈로 43 체크섬과 함께 사용되기도 한다. 이 기능을 사용하려면 이 기능을 바코드 인식기에서 활성화해야 한다. 체크 숫자가 있는 코드를 코드 39 mod 43 이라고 한다.
이를 계산하기 위해 각 문자에 하나의 값이 할당된다. 할당은 위의 표에 나열되어 있지만 거의 체계적이지는 않다.
다음은 체크섬 계산을 수행하는 방법이다.
- 시작 및 종료 코드를 제외한 바코드의 각 문자 값 (0 - 42)을 가져온다.
- 값을 합한다.
- 결과를 43으로 나눈다.
- 나머지는 추가할 체크섬 문자의 값이다.

## 전체 ASCII 코드 39
코드 39는 43 자로 제한된다.  전체 ASCII 코드 39 기호 0-9, AZ, ".", "-"및 공백은 코드 39의 해당 표현과 동일하다. 소문자, 추가 구두점 문자 및 제어 문자는 코드 39의 두 문자 시퀀스로 나타낸다.
| Code Details |      |        |  |      |         |         |  |      |      |        |  |      |      |                |
| 숫자         | 글자 | 인코딩 |  | 숫자 | 글자    | 인코딩  |  | 숫자 | 글자 | 인코딩 |  | 숫자 | 글자 | 인코딩         |
| 0            | NUL  | %U     |  | 32   | [space] | [space] |  | 64   | @    | %V     |  | 96   | `    | %W             |
| 1            | SOH  | $A     |  | 33   | !       | /A      |  | 65   | A    | A      |  | 97   | a    | +A             |
| 2            | STX  | $B     |  | 34   | "       | /B      |  | 66   | B    | B      |  | 98   | b    | +B             |
| 3            | ETX  | $C     |  | 35   | #       | /C      |  | 67   | C    | C      |  | 99   | c    | +C             |
| 4            | EOT  | $D     |  | 36   | $       | /D      |  | 68   | D    | D      |  | 100  | d    | +D             |
| 5            | ENQ  | $E     |  | 37   | %       | /E      |  | 69   | E    | E      |  | 101  | e    | +E             |
| 6            | ACK  | $F     |  | 38   | &       | /F      |  | 70   | F    | F      |  | 102  | f    | +F             |
| 7            | BEL  | $G     |  | 39   | '       | /G      |  | 71   | G    | G      |  | 103  | g    | +G             |
| 8            | BS   | $H     |  | 40   | (       | /H      |  | 72   | H    | H      |  | 104  | h    | +H             |
| 9            | HT   | $I     |  | 41   | )       | /I      |  | 73   | I    | I      |  | 105  | i    | +I             |
| 10           | LF   | $J     |  | 42   | *       | /J      |  | 74   | J    | J      |  | 106  | j    | +J             |
| 11           | VT   | $K     |  | 43   | +       | /K      |  | 75   | K    | K      |  | 107  | k    | +K             |
| 12           | FF   | $L     |  | 44   | ,       | /L      |  | 76   | L    | L      |  | 108  | l    | +L             |
| 13           | CR   | $M     |  | 45   | -       | -       |  | 77   | M    | M      |  | 109  | m    | +M             |
| 14           | SO   | $N     |  | 46   | .       | .       |  | 78   | N    | N      |  | 110  | n    | +N             |
| 15           | SI   | $O     |  | 47   | /       | /O      |  | 79   | O    | O      |  | 111  | o    | +O             |
| 16           | DLE  | $P     |  | 48   | 0       | 0       |  | 80   | P    | P      |  | 112  | p    | +P             |
| 17           | DC1  | $Q     |  | 49   | 1       | 1       |  | 81   | Q    | Q      |  | 113  | q    | +Q             |
| 18           | DC2  | $R     |  | 50   | 2       | 2       |  | 82   | R    | R      |  | 114  | r    | +R             |
| 19           | DC3  | $S     |  | 51   | 3       | 3       |  | 83   | S    | S      |  | 115  | s    | +S             |
| 20           | DC4  | $T     |  | 52   | 4       | 4       |  | 84   | T    | T      |  | 116  | t    | +T             |
| 21           | NAK  | $U     |  | 53   | 5       | 5       |  | 85   | U    | U      |  | 117  | u    | +U             |
| 22           | SYN  | $V     |  | 54   | 6       | 6       |  | 86   | V    | V      |  | 118  | v    | +V             |
| 23           | ETB  | $W     |  | 55   | 7       | 7       |  | 87   | W    | W      |  | 119  | w    | +W             |
| 24           | CAN  | $X     |  | 56   | 8       | 8       |  | 88   | X    | X      |  | 120  | x    | +X             |
| 25           | EM   | $Y     |  | 57   | 9       | 9       |  | 89   | Y    | Y      |  | 121  | y    | +Y             |
| 26           | SUB  | $Z     |  | 58   | :       | /Z      |  | 90   | Z    | Z      |  | 122  | z    | +Z             |
| 27           | ESC  | %A     |  | 59   | ;       | %F      |  | 91   | [    | %K     |  | 123  | {    | %P             |
| 28           | FS   | %B     |  | 60   | <       | %G      |  | 92   | \    | %L     |  | 124  | \|   | %Q             |
| 29           | GS   | %C     |  | 61   | =       | %H      |  | 93   | ]    | %M     |  | 125  | }    | %R             |
| 30           | RS   | %D     |  | 62   | >       | %I      |  | 94   | ^    | %N     |  | 126  | ~    | %S             |
| 31           | US   | %E     |  | 63   | ?       | %J      |  | 95   | _    | %O     |  | 127  | DEL  | %T, %X, %Y, %Z |